# أسنجان
أسنجان هي قرية في مقاطعة تبريز، إيران. عدد سكان هذه القرية هو 1,451 في سنة 2006.